# Harpstedt
Harpstedt è un comune mercato di 4.454 abitanti della Bassa Sassonia, in Germania.
Appartiene al circondario (Landkreis) di Oldenburg (targa OL) ed è parte della comunità amministrativa (Samtgemeinde) di Harpstedt.

## Geografia fisica
È attraversato dalla Delme.

## Storia

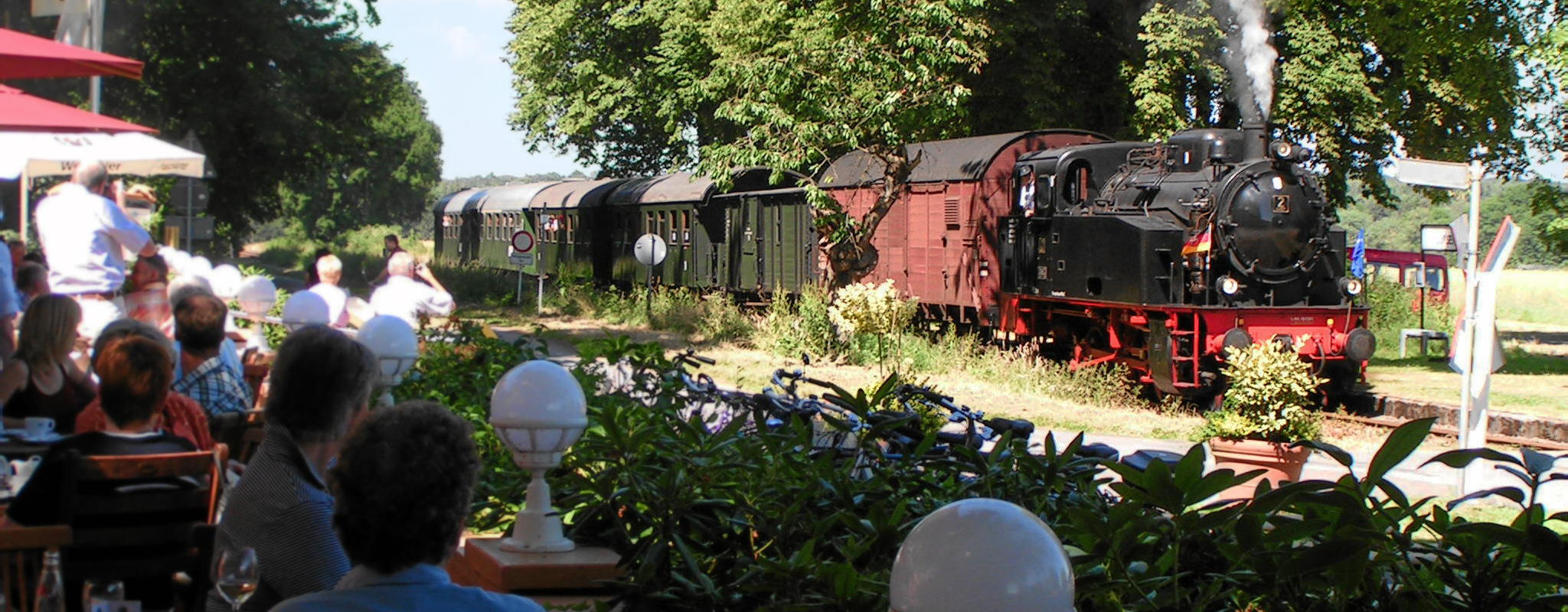
Il Museo ferroviario Jan Harpstedt

Nel 1396 il conte Otto von Hoya und Bruchhausen assegnò ad Harpstedt il diritto ad un proprio stemma e le concesse la legislazione della città di Brema.
Harpstedt appartenne fino al 1977 al Circondario della Contea di Hoya nell'allora Distretto governativo di Hannover. Oggi appartiene al Circondario di Oldenburg. Questo era fino al 1978 parte dell'omonimo Distretto Amministrativo, quindi appartenne a quello di Weser-Ems che il 31 dicembre 2004 fu annesso alla Bassa Sassonia.